# Liste der Krankenhäuser in Gambia
Dies ist eine Liste der Krankenhäuser und anderer medizinischer Einrichtungen im westafrikanischen Staat Gambia.
Das Gesundheitssystem in Gambia ist auf drei Stufen aufgebaut. Die primäre Gesundheitsversorgung stellen die rund 200 Mobile/Trekking Clinics. Kleinere und größere Polikliniken, private Kliniken und andere NGOs stellen die sekundäre Stufe dar. Der tertiäre Bereich wird durch die fünf Haupt-Krankenhäuser gebildet, wobei das Edward Francis Small Teaching Hospital (zuvor Royal Victoria Teaching Hospital, RVTH) in der Hauptstadt Banjul das bedeutendste ist, und eine Forschungsklinik.

## Die Krankenhäuser des tertiären Bereiches
| Gründung | Hospital                                       | Ort               | Region | Anmerkung               |
| -------- | ---------------------------------------------- | ----------------- | ------ | ----------------------- |
| 1853     | Edward Francis Small Teaching Hospital (EFSTH) | Banjul            | GBA    | Universitätskrankenhaus |
| 1938     | Bansang Hospital                               | Bansang           | CRR    |                         |
| 1947     | Medical Research Council (MRC)                 | Bakau-Fajara      | GBA    | Die Außenstelle des MRC |
| 1998     | Farafenni General Hospital                     | Farafenni         | NBR    |                         |
| 2000     | Bundung Maternal and Child Health Hospital     | Serekunda-Bundung | GBA    |                         |
| 2002     | Bwiam General Hospital                         | Bwiam             | WCR    |                         |